# 时尚生活导报
《时尚生活导报》是由辽宁日报报业集团于2005年10月在沈阳创立的时尚类城市生活周报。 2006年3月11日，辽宁报业传媒集团与《精品购物指南》进行股份制合作。 2016年9月2日，该报宣布休刊。